# NGC 3508
NGC 3508 este o emission-line galaxy⁠(d) situată în constelația Cupa. A fost descoperită în 31 decembrie 1785 de către William Herschel.